# Sonkatch
Sonkatch è una suddivisione dell'India, classificata come nagar panchayat, di 15.543 abitanti, situata nel distretto di Dewas, nello stato federato del Madhya Pradesh. In base al numero di abitanti la città rientra nella classe IV (da 10.000 a 19.999 persone).

## Geografia fisica
La città è situata a 22° 59' 22 N e 76° 20' 24 E.

## Società

### Evoluzione demografica
Al censimento del 2001 la popolazione di Sonkatch assommava a 15.543 persone, delle quali 7.989 maschi e 7.554 femmine. I bambini di età inferiore o uguale ai sei anni assommavano a 2.317, dei quali 1.241 maschi e 1.076 femmine. Infine, coloro che erano in grado di saper almeno leggere e scrivere erano 10.750, dei quali 6.137 maschi e 4.613 femmine.